# Rio Nitta
Rio Nitta (japanisch 二田 理央 Nitta Rio; * 10. April 2003 in der Präfektur Ōita) ist ein japanischer Fußballspieler.

## Karriere

### Verein
Rio Nitta erlernte das Fußballspielen in der Jugendmannschaft von Sagan Tosu. Hier unterschrieb er am 30. Juni 2021 auch seinen ersten Vertrag. Der Verein aus Tosu, einer Stadt der Präfektur Saga auf der Insel Kyūshū, spielte in der höchsten japanischen Liga, der J1 League. Sein Erstligadebüt gab Rio Nitta am 23. Juni 2021 (19. Spieltag) im Auswärtsspiel gegen die Yokohama F. Marinos. Hier wurde er in der 78. Minute für Daichi Hayashi eingewechselt. Yokohama gewann das Spiel mit 2:0; dies blieb sein einziger Einsatz für Sagan Tosu.
Im Juli 2021 wechselte der Stürmer leihweise nach Österreich zur drittklassigen zweiten Mannschaft des Zweitligisten FC Wacker Innsbruck. Dort kam er bis zur Winterpause 2021/22 zu 15 Regionalligaeinsätzen, in denen er 16 Tore erzielte. Daraufhin wurde er im Januar 2022 in den Profikader des Zweitligisten befördert. Bis zum Ende der Leihe kam er zu fünf Einsätzen in der 2. Liga.
Im August 2022 wurde er innerhalb Österreichs an den Zweitligisten SKN St. Pölten weiterverliehen. Für den SKN kam er während der Leihe zu 14 Zweitligaeinsätzen, in denen er zweimal traf. Im Juli 2023 wurde er dann fest verpflichtet und erhielt beim SKN einen bis 2025 laufenden Vertrag. Für den SKN machte er in Folge weitere 25 Spiele in der 2. Liga.
Im Sommer 2024 kehrte er nach Japan zurück und wechselte zum Erstligisten Urawa Red Diamonds.

### Nationalmannschaft
Am 31. Mai 2022 gab der Stürmer sein Debüt für die japanische U-20-Nationalmannschaft gegen Algerien. Beim 1:0-Testspielsieg im französischen Fos-sur-Mer wurde Nitta in der 66. Minute für Ayumu Yokoyama eingewechselt. 